# 夜行者 (漫畫)
藍魔鬼（英語：Nightcrawler）是漫威漫畫旗下的超级英雄，是一名變種人，隸屬於X戰警。有瞬間移動的能力，外表有如藍色的惡魔，魔形女之子。首次出場於《Giant-Size X-Men》#1（1975年5月）。

## 其他媒體

### 電影
- X戰警系列電影
  - 由艾倫·卡明飾演夜行者。
    - 《X戰警2》（2003年）

  - 由寇帝·史密-麥菲飾演年輕版的夜行者。
    - 《X戰警：天啟》（2016年）
    - 《死侍2》（2018年）：客串
    - 《X戰警：黑鳳凰》（2019年）
- 漫威電影宇宙：由艾倫·卡明回歸飾演夜行者。
  - 《復仇者聯盟：末日之戰》（2026年）

### 遊戲
- 《漫威：未來之戰》：手機遊戲，夜行者是玩家可使用角色之一。